# Hansrudolf Schwabe
Hansrudolf Schwabe (* 2. Februar 1924 in Basel; † 18. Januar 2014 ebenda) war ein Schweizer Verleger, Autor und Buchhändler.

## Leben und Werk

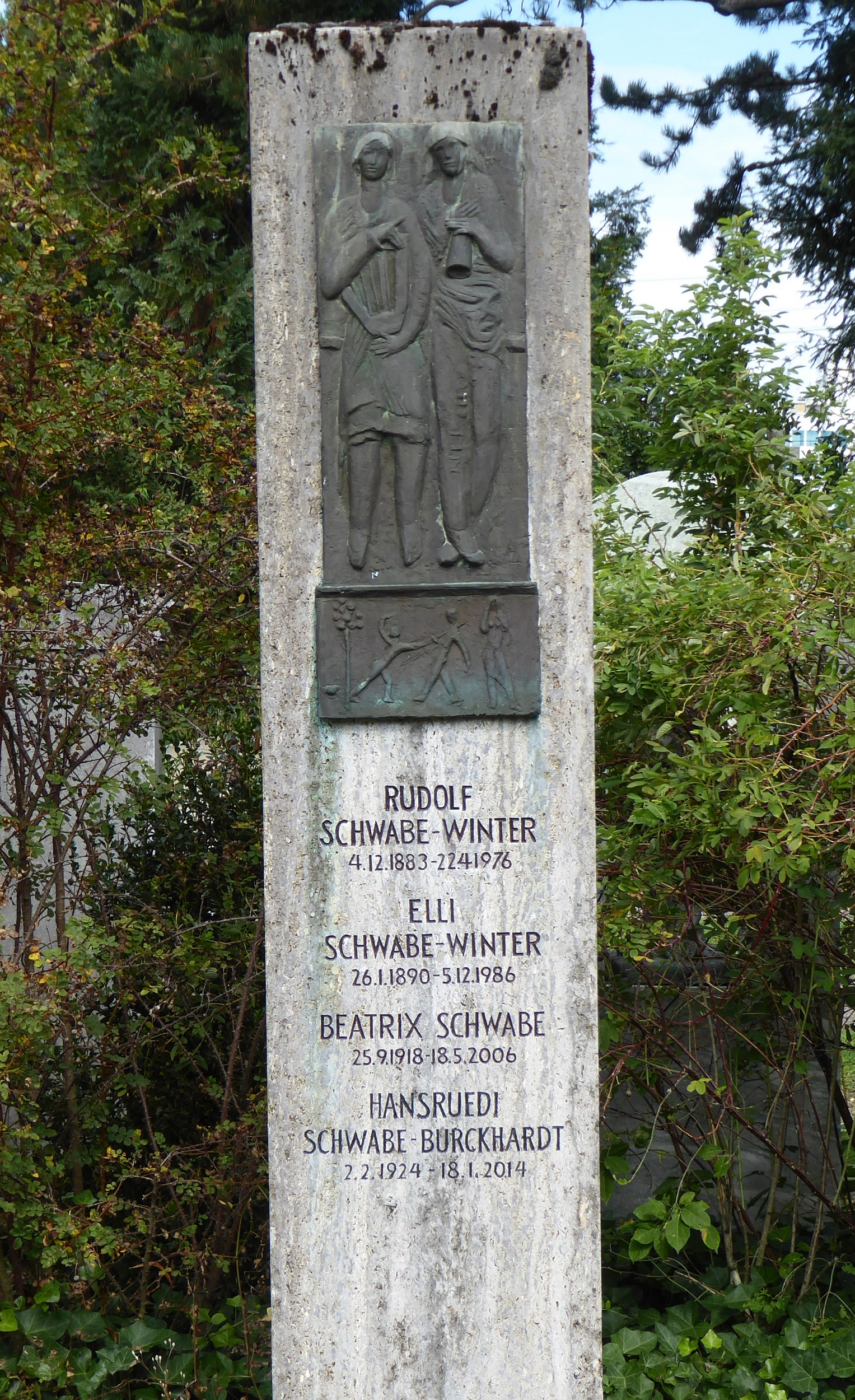
Familiengrab, Wolfgottesacker, Basel.

Hansrudolf Schwabe war ein Sohn von Rudolf Schwabe (1883–1976) und der Elli, geborene Winter (1890–1986). Hansrudolf war der Bruder der späteren Schauspielerin Beatrix Schwabe (* 25. September 1918; † 18. Mai 2006). Ihr Grossvater war der frühere Zeitungsverleger und Direktor des Stadttheaters Basel Hugo Schwabe-Hegar (1847–1899). Zudem waren sie mit Ida Gertrud Schwabe und Alwin Schwabe verwandt.
Hansrudolf Schwabe besuchte von 1934 bis 1942 das Humanistische Gymnasium in Basel. Von 1942 bis 1947 studierte er Volkswirtschaft an der Universität Bern, wo er auch promovierte. Anschliessend war er für verschiedene Buchverlage in Holland und Basel tätig.
1954 gründete er einen eigenen Verlag, die Firma Pharos Verlag H. Schwabe AG. Die Monatszeitung Stadt-Tambour gründete er 1976 für die Bewohner der Quartiere von Grossbasel-West. Unter dem Pseudonym Urban publizierte er jeweils auf der Titelseite ein baseldeutsches Dialektgedicht. Schwabe war bis 1999 verlegerisch und journalistisch tätig und Mitglied des PEN-Club.
Hansrudolf Schwabe war mit Myrte Elisabeth, geborene Burckhardt (1931–2019), verheiratet. Er fand auf dem Wolfgottesacker in Basel seine letzte Ruhestätte. Das Grabrelief schuf Alexander Zschokke.